# Medaliści mistrzostw świata w kolarstwie przełajowym (sztafeta drużyn mieszanych)
Pełna lista medalistów mistrzostw świata w kolarstwie przełajowym w konkurencji sztafet drużyn mieszanych.

## Medaliści
| Rok i miejsce    | Złoto | Srebro | Brąz | Źródło |
| ---------------- | --- | --- | --- | ------ |
| 2023 Hoogerheide | Holandia Ryan Kamp · Fem van Empel · Tibor Del Grosso · Leonie Bentveld · Guus van den Eijnden · Lauren Molengraaf | Wielka Brytania Thomas Mein · Anna Kay · Joseph Blackmore · Zoe Bäckstedt · Alfie Amey · Cat Ferguson          | Belgia Laurens Sweeck · Marion Norbert-Riberolle · Joran Wyseure · Julie Brouwers · Antoine Jamin · Xaydee Van Sinaey  | [ 1 ]  |
| 2024 Tabor       | Francja Rémi Lelandais · Martin Groslambert · Célia Gery · Lauriane Duraffourg · Hélène Clauzel · Aubin Sparfel    | Wielka Brytania Zoe Bäckstedt · Corran Carrick-Anderson · Cat Ferguson · Oscar Amey · Anna Kay · Cameron Mason | Belgia Arthur Van den Boer · Ward Huybs · Shanyl De Schoesitter · Julie Brouwers · Sanne Cant · Michael Vanthourenhout | [ 2 ]  |

## Tabela medalowa
Stan po MŚ 2024.
| Miejsce | Państwo         |   |   |   | Razem |
| ------- | --------------- | - | - | - | ----- |
| 1.      | Francja         | 1 | 0 | 0 | 1     |
| 1.      | Holandia        | 1 | 0 | 0 | 1     |
| 2.      | Wielka Brytania | 0 | 2 | 0 | 2     |
| 3.      | Belgia          | 0 | 0 | 2 | 2     |